# Gersau

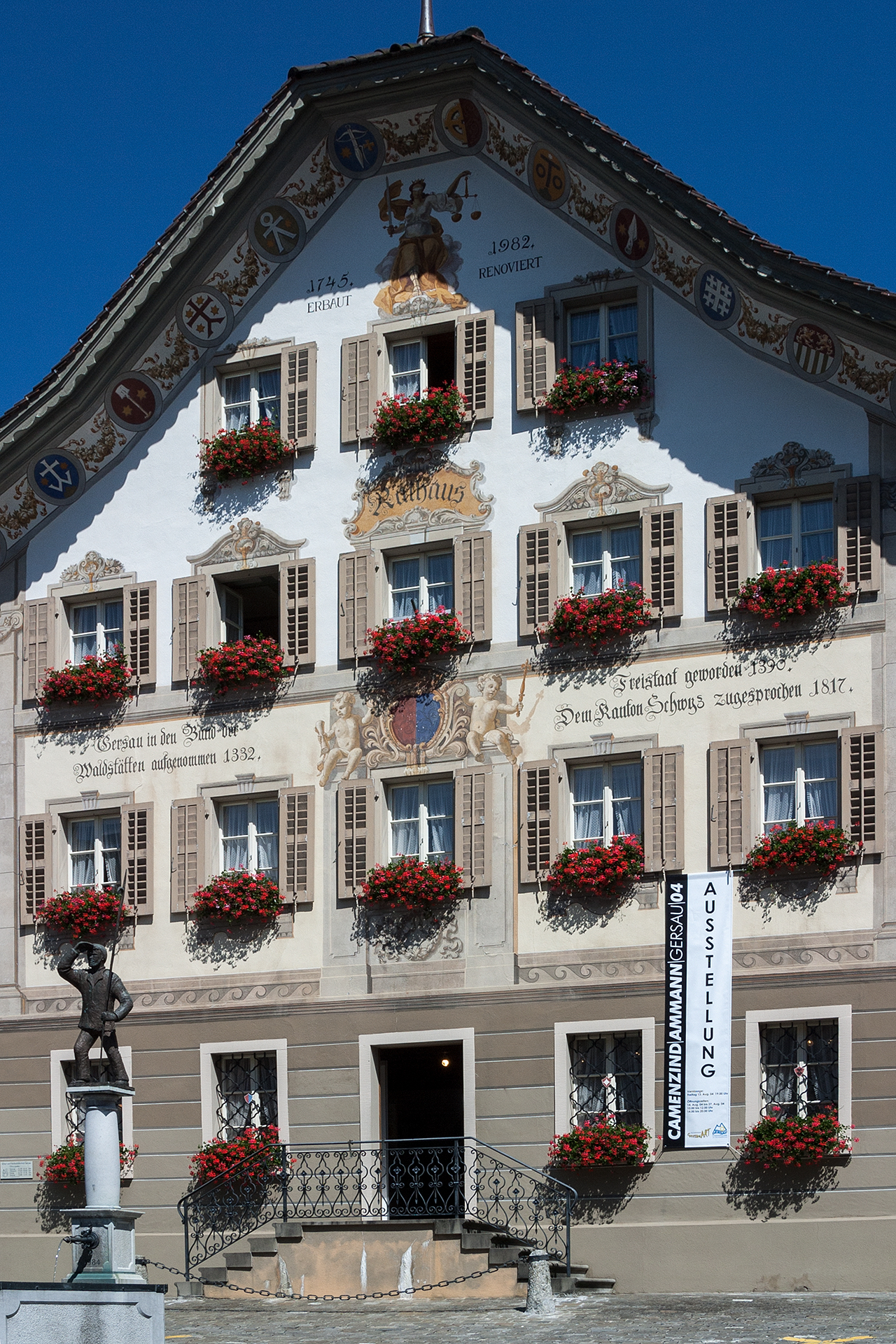
Rathaus

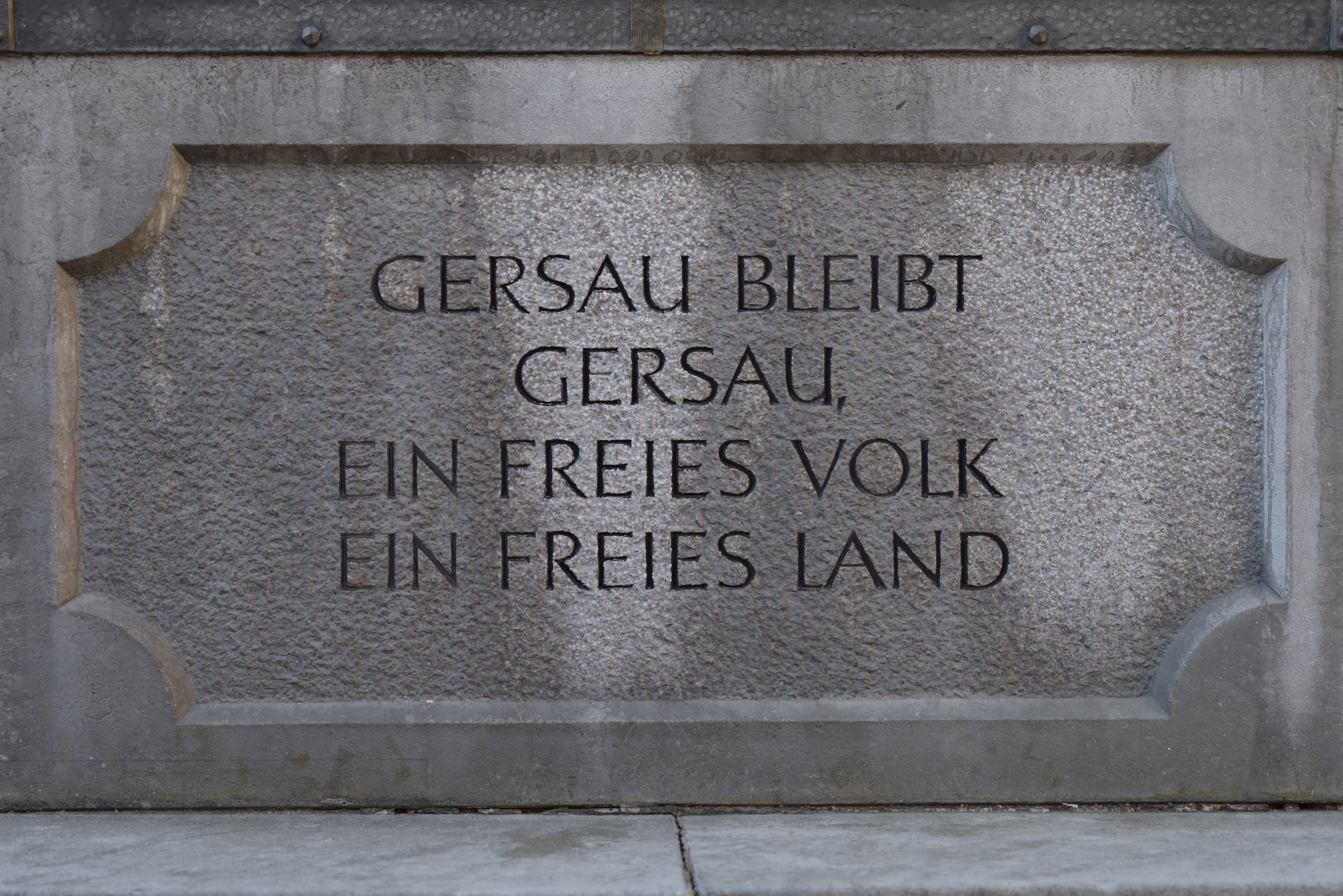
Inschrift Rathaus-Brunnen

Gersau ist eine politische Gemeinde im Schweizer Kanton Schwyz. Die Gemeinde bildet gleichzeitig einen eigenen Bezirk.

## Geographie

Luftbild von aus 200 m Walter Mittelholzer von 1919

Gersau bildet eine in sich abgeschlossene Landschaft in einer an den sonnigen und windgeschützten Rigisüdhang eingebetteten Mulde. Gersau wird durch die Rigi-Hochfluh sowie den Gersauerstock gegen Norden sowie den Vierwaldstättersee im Süden gegen kühle Winde geschützt. Daher rührt das besonders milde Klima, in dem selbst Edelkastanien gedeihen, weshalb Gersau in der Region auch die Riviera des Vierwaldstättersees genannt wird.
Oberhalb des Dorfes auf 1550 m ü. M. liegt der Gersauer Hausberg Rigi Burggeist. Dieser bietet grossartige Aussicht auf das Alpenpanorama und den Vierwaldstättersee. Eine idyllische Alplandschaft mit Berggasthaus, erreichbar zu Fuss oder mit der Luftseilbahn.
Ein Dreikantonseck (Luzern, Nidwalden und Schwyz) befindet sich im Vierwaldstättersee bei der Seeenge Nas ().

## Bevölkerung

### Bevölkerungsentwicklung
Die Einwohnerzahl wuchs zwischen 1768 und 1798 sowie 1836 bis 1870 stark an. In der ersten Wachstumsphase war der hohe Geburtenüberschuss der Hauptgrund dafür. Die Ansiedlung von Industriebetrieben (Seidenspinnerei und die Holzbearbeitung) waren Treiber der zweiten Wachstumsphase (1836–1870:+66,8 %). Die Krise dieser wenigen Industriebetriebe ab 1875 sorgte für eine starke Abwanderung in andere Regionen der Schweiz und nach Übersee. Dutzende Gersauer zogen bis 1883 nach Amerika. Danach folgte eine Wachstumsphase der vormals kriselnden Betriebe. Zudem wuchs der Fremdenverkehr trotz der fehlenden Bahnverbindung durch den Bau von Strassen nach Küssnacht und Ingenbohl. Zwischen 1910 und 1930 gingen viele Arbeitsplätze in der Seidenindustrie verloren und es kam zur nächsten Abwanderungswelle. Bis 1990 blieb die Bevölkerungszahl bei kleinen Schwankungen nach oben und unten ungefähr stabil. Seither wächst die Bevölkerung ständig (1990–2018:+29,2 %).
Bevölkerungsentwicklung von Gersau seit 1768 Quelle: Volkszählungen (1850–2000 Eidgenössische), Bundesamt für Statistik (2010)

### Sprachen
Fast die gesamte Einwohnerschaft spricht als tägliche Umgangssprache Deutsch. Bei der letzten Volkszählung im Jahr 2000 gaben 1753 Personen (90,64 %) Deutsch und 32 Personen (1,65 %) Italienisch als Hauptsprache an.
Umgangssprache fast aller Bewohner ist ein höchstalemannisches Schweizerdeutsch, das weitgehend mit der Mundart in den benachbarten anderen Rigigemeinden und im Talkessel von Schwyz übereinstimmt.

### Religionen – Konfessionen
Die Bevölkerung war früher vollumfänglich Mitglied der römisch-katholischen Kirche. Die Konfessionsverhältnisse im Jahr 2000 lassen trotz Durchmischung immer noch die ursprüngliche Struktur erkennen: 1494 Personen waren katholisch (77,25 %). Daneben gab es 6,83 % evangelisch-reformierte und 3,57 % orthodoxe Christen, 3,10 % Muslime, 0,16 % Juden und 4,65 % Konfessionslose. 67 Personen (3,46 %) machten keine Angaben zu ihrem Glaubensbekenntnis.

### Herkunft – Nationalität
Von den 2'319 Bewohnern Ende 2018 waren 1'764 (76,07 %) Schweizer Staatsangehörige. Die Zugewanderten stammen mehrheitlich aus Mitteleuropa (Deutschland 239, Niederlande 30, Ungarn 25, Österreich 15 und Polen 14 Personen), aus Südeuropa (Italien 23, Spanien 19 und Portugal 18 Personen), dem ehemaligen Jugoslawien (Bosnien-Herzegowina 20, Serbien 19, Kosovo 14 und Kroatien 8 Personen), Eritrea (19 Personen) und Syrien (10 Personen). Bei der Volkszählung 2000 waren 1'622 Personen (83,87 %) Schweizer Bürger; davon besassen 76 Personen eine doppelte Staatsbürgerschaft.

### Altersstruktur
Die Gemeinde zählt einen hohen Anteil an Leuten im mittleren Alter. Während der Anteil der Personen unter zwanzig Jahren 15,91 % der Ortsbevölkerung ausmacht, sind 30,06 % Senioren (60 Jahre und älter). Die grösste Altersgruppe stellen mittlerweile die Personen zwischen 45 und 59 Jahren. Grund dafür ist die Alterung der Generation der Babyboomer (Jahrgänge bis 1965). Auf 100 Leute im arbeitsfähigen Alter (20–64 Jahre; 1437 Personen) entfallen 26 Junge (369 Personen) und 36 Menschen (513 Personen) im Pensionsalter.
Die aktuelle Altersverteilung zeigt folgende Tabelle:
| Alter                                                             | 0–6 Jahre | 7–15 Jahre | 16–19 Jahre | 20–29 Jahre | 30–44 Jahre | 45–59 Jahre | 60–79 Jahre | 80 Jahre und mehr | Einwohner |
| Anzahl                                                            | 131       | 160        | 78          | 247         | 416         | 590         | 572         | 125               | 2319      |
| Anteil                                                            | 5,65 %    | 6,90 %     | 3,36 %      | 10,65 %     | 17,94 %     | 25,44 %     | 24,67 %     | 5,39 %            | 100 %     |
| Quelle: Bundesamt für Statistik, Bevölkerung nach Alter Ende 2018 |           |            |             |             |             |             |             |                   |           |

## Wirtschaft
Historisch herrschten in Gersau die Seidenindustrie (Seidenspinnerei) und die Holzbearbeitung vor. Um 1730 arbeiteten bis zu sieben Gersauer als Fergger (Seidenausteiler) für auswärtige Verleger wie Augustin Reding (Schwyz) oder Heinrich Imbach (Luzern). So lernten sie das Seidengewerbe gründlich kennen, was ihnen den Schritt zum selbstständigen Seidenverleger ermöglichte. Johann Anton Küttel (1725–1808) wurde 1760 der erste Gersauer Verleger (Firma Johann Anton Küttel & Co.). Er wurde von seinem Stiefbruder, dem Einsiedler Stiftstatthalters und späteren Fürstabts Beat Küttel unterstützt.
Das zweite Verlagshaus wurde 1771 von Landschreiber Andreas Camenzind (1706–1772) gegründet (Firma Andreas Camenzind & Sohn), dessen Sohn Josef Maria Anton Camenzind (1749–1829) es zur Blüte brachte und reichster Seidenherr wurde. Die Gersauer Seidenherren verschafften Menschen in einem grossen Einzugsgebiet (Gersau, das Alte Land Schwyz, die Region Einsiedeln, das Engelberger Tal sowie Dörfer in den Kantonen Uri und Zug) Arbeit und Einkommen. Im späten 18. Jahrhundert waren das zwischen 9.000 bis 10.000 Personen. Von den drei Gersauer Seidenhäuser überlebte nur die Firma Camenzind die in den 1830er Jahren aufkommende Mechanisierung der Seidenherstellung. Sie baute am Dorfbach drei Fabriken. Die Camenzind + Co. AG ist heute (2021) mit der  «Mittleren Fabrik» (der «Bläui») die einzige noch aktive Seidenspinnerei der Schweiz.
Aktuell bildet der Tourismus den Hauptwirtschaftszweig Gersaus, seit 1860 ist Gersau ein bekannter Kur- und Ferienort mit einer ganzen Reihe von Hotels und Gasthöfen.
Zwischen Gersau und Beckenried auf der gegenüberliegenden Seeseite verkehrt die Autofähre Beckenried–Gersau.

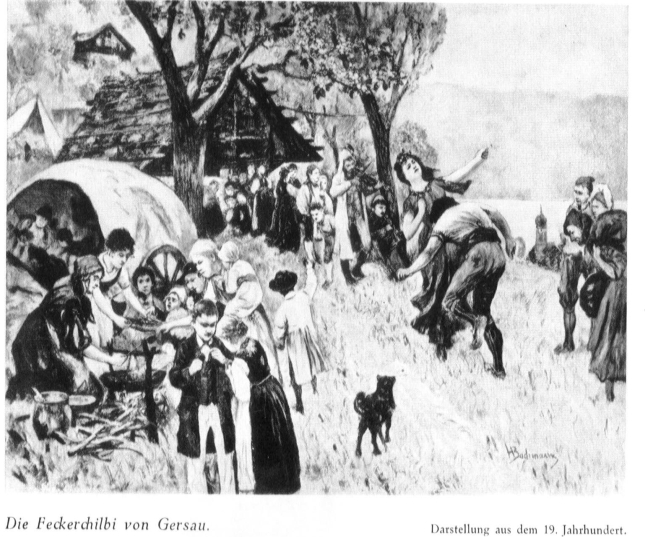
Feckerchilbi im 19. Jahrhundert
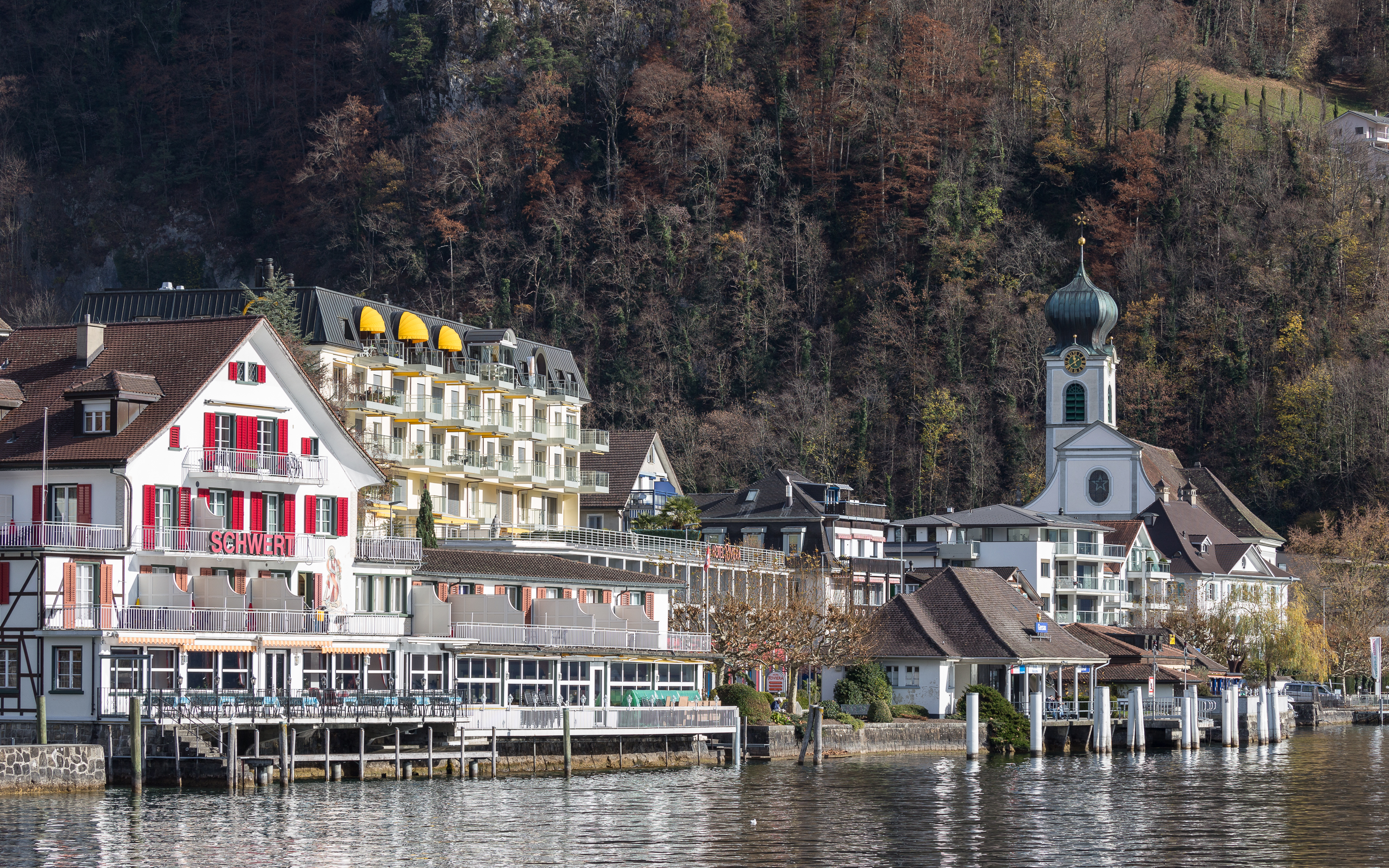
Blick auf Gersau
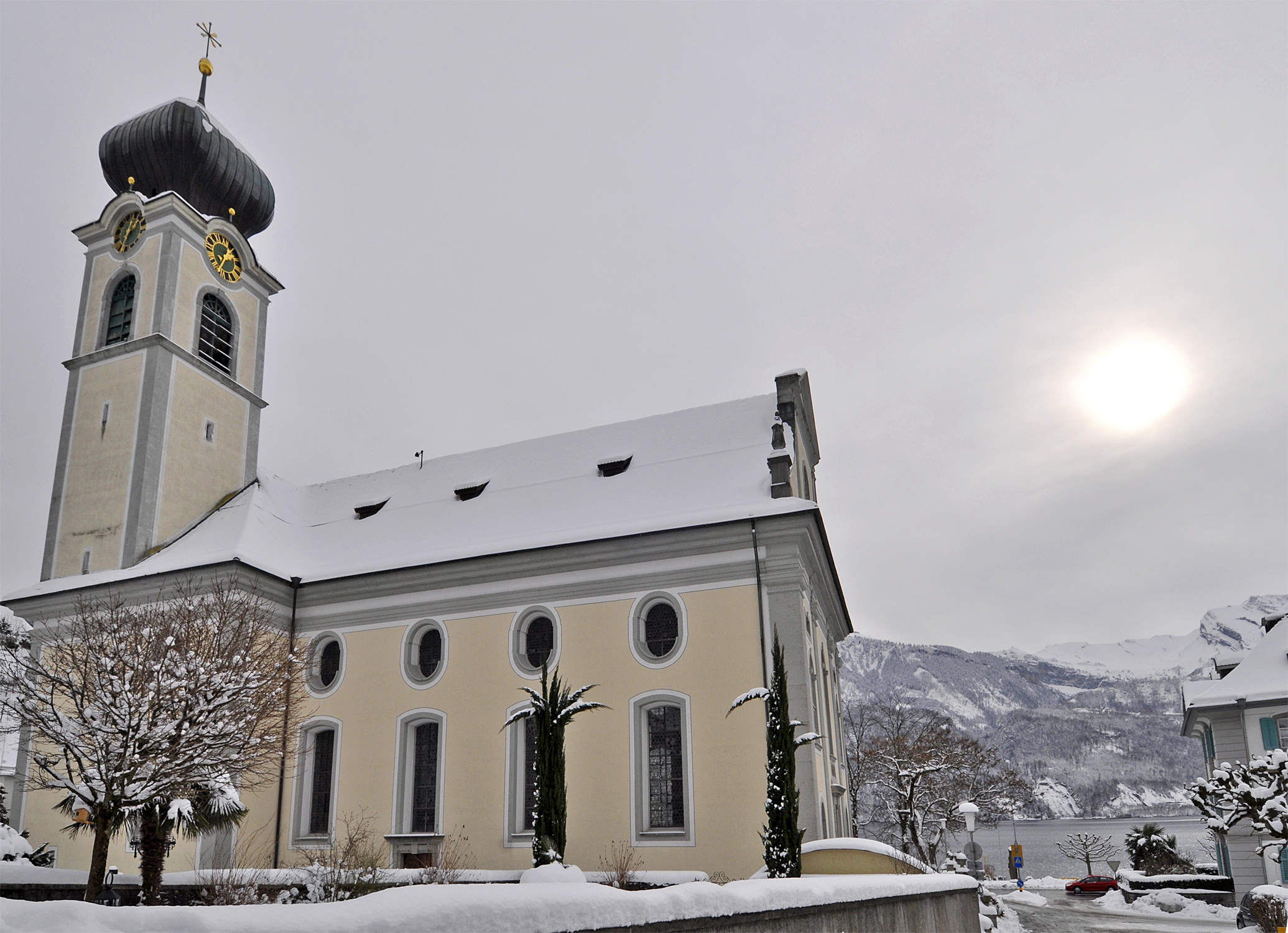
Pfarrkirche St. Marzellus
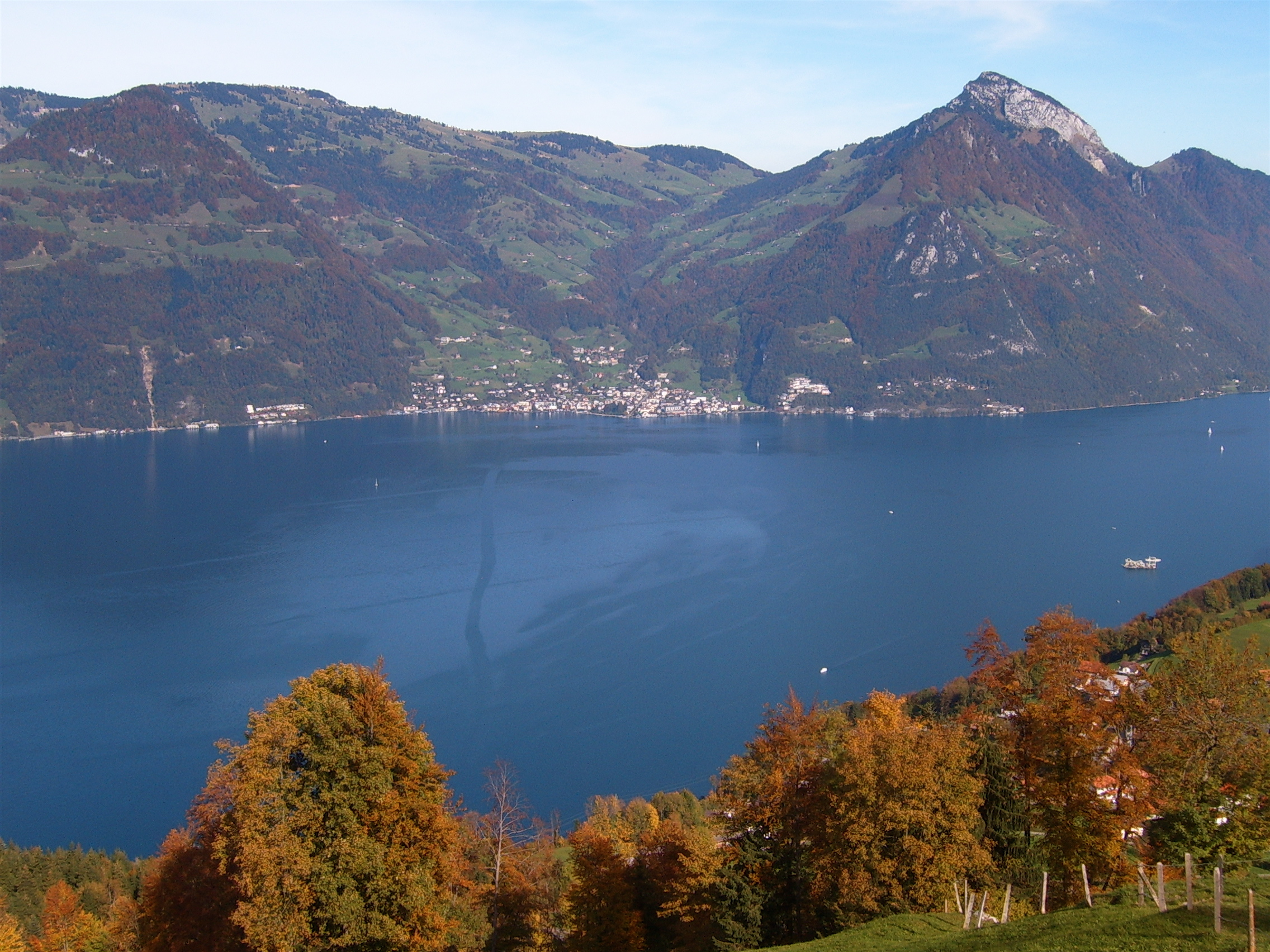
Blick auf Gersau von der gegenüberliegenden Seeseite (oberhalb Emmetten) aus

## Geschichte
Die Ersterwähnung erfolgte im Stifterbuch des Klosters Muri 1064. Seit 1332 war Gersau als selbstständige Einheit Teil der Waldstätten und wurde 1359 im Bündnis der IV Orte namentlich erwähnt. 1390 kaufte es sich von der Vogteigewalt und habsburgischen Verpfändung los. Gersau war seit 1433 durch die Erlangung der Reichsunmittelbarkeit durch Kaiser Sigismund eine knapp 24 km² grosse reichsfreie Republik und zugewandter Ort der Eidgenossenschaft (siehe Republik Gersau). 1798 wurde Gersau durch Napoleon dem Kanton Waldstätte der Helvetischen Republik zugeteilt. Nach deren Zusammenbruch war Gersau noch für einige Jahre selbständig.
1817 wurde es jedoch durch Beschluss der Tagsatzung gegen seinen Willen als sechster und letzter Bezirk dem Kanton Schwyz angeschlossen (per 1. Januar 1818), was zu der Sonderstellung der Gemeinde Gersau führt, welche zugleich einen eigenen Bezirk bildet. Erst seit 1867 besteht eine Strassenverbindung nach Brunnen, seit 1889 auch nach Vitznau.
Von 1722 bis 1817 fand in Gersau alljährlich die Feckerchilbi statt, die 1982 anlässlich der Feiern 650 Jahre Republik Gersau erstmals in jüngerer Zeit wieder auflebte.

## Sehenswürdigkeiten
- Die Pfarrkirche St. Marzellus[5]
- Die Kapelle Mariahilf, Kindli
- Das Alte Rathaus
- Das Gross-Landammannhaus
- Das Haus Minerva
- Das Majorenhaus
- Das Pfarrhaus
- Das Pfarrhelferhaus
- Villa Flora Park
- Berglandschaft

## Kulinarisches
Spezialitäten aus der Gersauer Küche sind Gersauer Käsekuchen und «Rahmschinken», eine Nachspeise.

## Persönlichkeiten
- Beat Küttel (1733–1808), Benediktinermönch und Fürstabt des Klosters Einsiedeln
- Josef Müller (1820–1897), Hotelier und Politiker
- Anton Camenzind (1825–1888), Politiker
- Walter Nigg (1903–1988), Theologe
- Benno Ammann (1904–1986), Dirigent und Komponist
- Josef Maria Camenzind (1904–1984), katholischer Geistlicher und Schriftsteller
- Gertrud Guyer-Wyrsch (1920–2013), Künstlerin
- Margrit Camenzind (* 1939), Politikerin (CVP)
- Richard Camenzind (* 1939), Landammann Kt. Schwyz 1998–2008
- Oskar Camenzind (* 1971), Profi-Radrennfahrer, Strassen-Radweltmeister 1998
- Oliver Camenzind (* 1972), Fussballspieler (1992 Cupsieg mit dem FC Luzern)